# Johann Gottfried Gruber

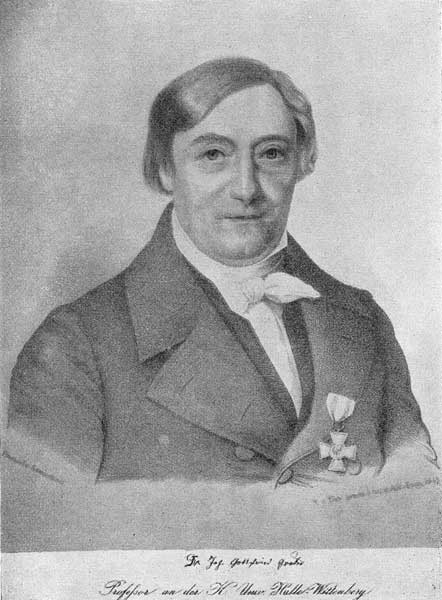
Johann Gottfried Gruber

Johann Gottfried Gruber (* 29. November 1774 in Naumburg/Saale; † 7. August 1851 in Halle (Saale); Pseudonyme: Adolph Grimm, Joseph aus der Grube, Iocosus Hilarius) war ein deutscher Universalgelehrter, Lexikograph und Schriftsteller.

## Leben
Als Sohn des unvermögenden Schneidermeisters Johann Gottfried Gruber († 1814) und dessen Ehefrau Maria Christina Heinße († 1825) besuchte Gruber die Ratsschule in seiner Geburtsstadt Naumburg. Ab 1792 studierte er Altphilologie, Geschichte und Philosophie in Leipzig, wo er im Dezember 1793 das Magisterexamen ablegte und anschließend als freier Schriftsteller und Publizist wirkte. Nachdem sich Gruber 1803 an der Universität Jena habilitiert hatte, lehrte er dort als Privatdozent für Philosophie und Ästhetik, bis er 1805 nach Weimar umzog. In der Gelehrtenstadt verkehrte Gruber u. a. mit Christoph Martin Wieland. Nach der Schlacht bei Jena wurde sein Hausrat Opfer von Plünderungen der umherziehenden französischen Truppen.
Nahezu mittellos folgte Gruber 1811 einem Ruf auf die neu geschaffene Professur für Historische Hilfswissenschaften an der Universität Wittenberg. Infolge der Teilung Sachsens (→ Wiener Kongress) wurde er von der preußischen Staatsregierung mit den Verhandlungen über die Zusammenlegung der Universitäten in Halle und Wittenberg betraut. Nach der gelungenen Zusammenführung der beiden Institutionen erhielt Gruber an der nunmehr Vereinigten Friedrichs-Universität Halle-Wittenberg eine Professur für Philosophie und wurde 1817 zu deren erstem Prorektor gewählt. In dieses Amt gelangte er 1818, 1819, 1820, 1830 und 1840.
In Halle setzte Gruber seine Beziehungen nach Weimar fort. Er hielt u. a. Vorlesungen zur Ästhetik, Geschichte der Philosophie, Literaturgeschichte, Mythologie sowie Philosophischen Anthropologie und besorgte eine Gesamtausgabe der Werke Christoph Martin Wielands, der er eine Biografie des Dichters beifügte.
Besondere Bedeutung erlangte Gruber als Mitbegründer der „Allgemeinen Encyclopädie der Wissenschaften und Künste, in alphabetischer Folge“ („Ersch-Gruber“), einer monumentalen, unvollendet gebliebenen wissenschaftlichen Enzyklopädie, von der zwischen 1818 und 1889 insgesamt 168 Bände erschienen sind. Nachdem sein Co-Herausgeber, Johann Samuel Ersch, 1828 gestorben war, übernahm Gruber de facto die alleinige Herausgeberschaft und führte die 1. Sektion (Bd. 18–54) bis zu seinem Tod fort.

## Familie
Gruber war zweimal verheiratet. Seine erste Frau heiratete er 1797, sie verstarb 1809 kinderlos. 1811 heiratete er Sophie Louise Christiane Richter, eine Stieftochter des Ökonomen Friedrich Gottlob Leonhardi. Das Paar hatte zwei Söhne:
- August Otto (* 1816), Lehrer
- Adolph Julius (1820–1896), Arzt[1]

## Schriften (Auswahl)
- System der Erziehungswissenschaft. Leipzig 1794.
- Amor und Hymen. Arnold, Baudißin/Leipzig 1794. (Digitalisat)
- Jesus und Sokrates. Leipzig 1796.
- Actenstücke in der Sache des Fichte’schen Atheismus. 2 Bände, Knobloch, Leipzig 1799.
- Uiber die Bestimmung des Menschen. 2 Bände, Zürich/Leipzig 1800. (Digitalisat Theil 1), (Theil 2)
- Die Hölle auf Erden in der Geschichte der Familie Fredini: Gegen Salzmanns Himmel auf Erden. Leipzig 1800. (Digitalisat)
- Sitten und Gebräuche der merkwürdigsten Nationen. 2 Bände, Leipzig 1803. (Digitalisat Band 1), (Band 2)
- [anonym] Friedrich Schiller. Skizze einer Biographie und ein Wort über seinen und seiner Schriften Charakter. Leipzig 1805. (Digitalisat)
- mit Johann Traugott Leberecht Danz: Charakteristik Johann Gottfried v. Herders. Leipzig 1805. (Digitalisat)
- Geist und Geschichte aller Religionen. Leipzig 1806. (Digitalisat)
- Geschichte des menschlichen Geschlechts aus den Gesichtspunkt der Humanität. 2 Bände, Leipzig 1806/07. (Digitalisat Band 1), (Band 2)
- Wörterbuch der altklassischen Mythologie und Religion. 3 Bände, Weimar 1810–1815. (Digitalisat Band 1), (Band 2), (Band 3)
- August Lafontaine’s Leben und Wirken. Schwetschke, Halle 1833. (Digitalisat)
- (Hrsg.): C. M. Wielands sämmtliche Werke. (53 Bände, Leipzig 1818–1828)
- (Hrsg.): Klopstocks Oden. (2 Bände, Leipzig 1831)
- (Hrsg. mit Johann Samuel Ersch): Allgemeine Encyclopädie der Wissenschaften und Künste, in alphabetischer Folge. (167 Bände, Leipzig 1818–1889; Digitalisat); Neudruck Graz 1980.